# Моноколесо

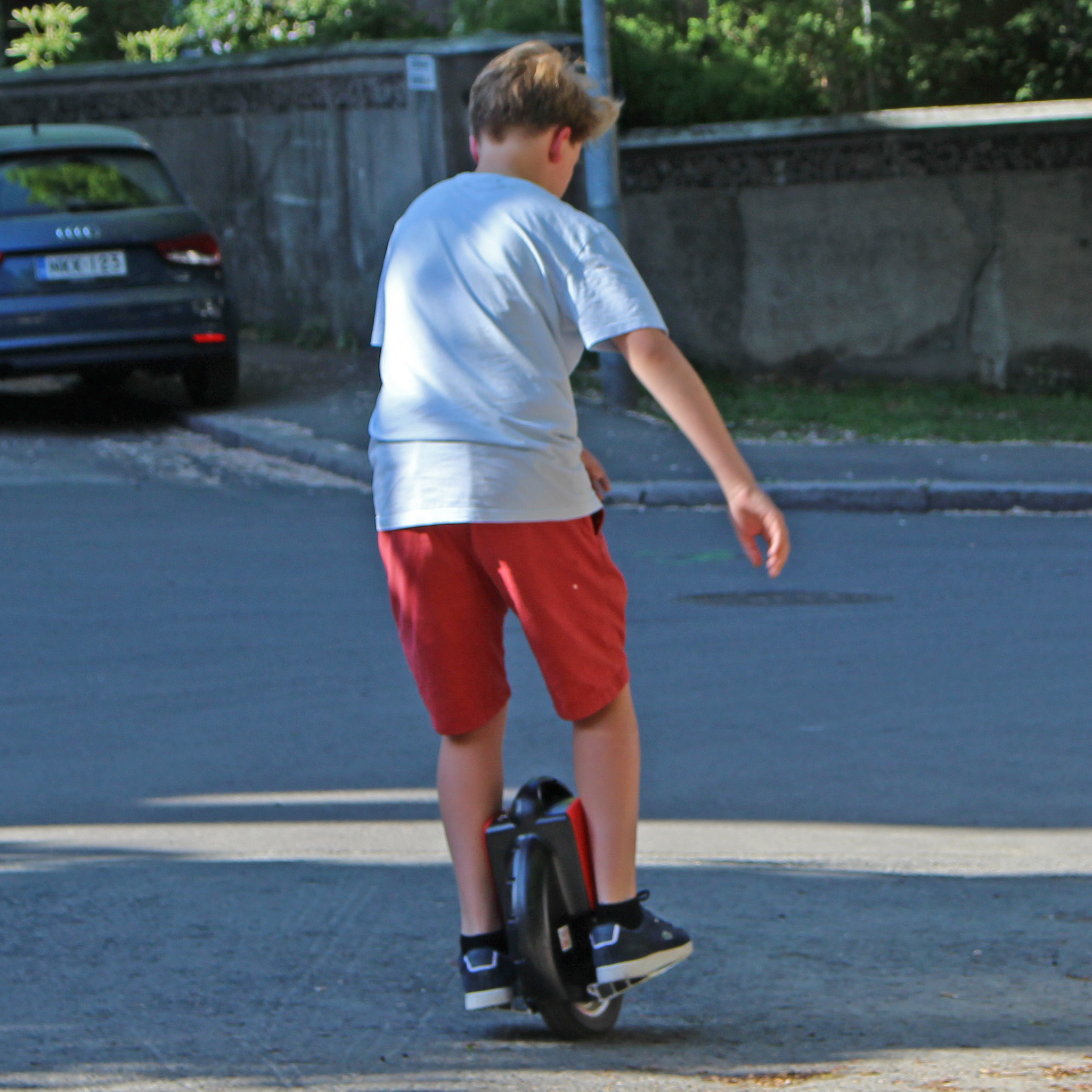
Пристрій у дії

Моноколесо — електричний самобалансуючий уніцикл з розташованими обабіч підніжками. Моноколесо має датчики, гіроскопи і акселерометри, разом з електродвигуном для автоматичного балансування вперед і назад. Ліворуч і праворуч балансування здійснюється людиною шляхом нахилу корпусу на поворотах.

### Зовнішній вигляд
Моноколесо має пластиковий корпус із ручкою для перенесення пристрою. На верхній панелі розташовані кнопка вмикання/вимикання, індикатор заряду батареї і роз'єм для зарядки. По боках моноколесо має підніжки, на яких стоїть їздець. Підніжки, як правило, складаються для зручності перенесення пристрою. Всередині моноколесо має потужний (250—2000 Вт) електродвигун, гіроскопи для утримання рівноваги, і акумуляторні батареї. Моноколесо може їхати однаково як вперед, так і назад — його робота повністю симетрична.

### Принцип роботи
При ввімкненому живленні електронні гіроскопи і акселерометри починають змінювати момент сили мотора так, щоб нахилений через педалі корпус колеса відновлював горизонтальне положення. Поздовжня рівновага досягається шляхом під'їжджання пристрою під центр ваги (користувача разом з моноколесом), а динамічна поперечна рівновага — за рахунок відцентрової сили повороту, що виникає при нахилі колеса в сторони. Таким чином, управління моноколесом здійснюється через переміщення центру ваги (нахил тіла) вперед, назад і в сторони. При повній зупинці їздець однією ногою стоїть на землі, а другою утримує рівновагу пристрою.